# L'Affaire Vera Cruz
L'Affaire Vera Cruz is een computerspel dat werd ontwikkeld en uitgegeven door Infogrames Multimedia SA. Het spel werd uitgebracht in 1985 voor de Amstrad CPC. Later volgde ook andere populaire homecomputers uit die tijd. 

## Spel
De speler speelt een maréchal des logis-chef (sergant) van de recherche van Saint-Étienne (Loire). Het spel begint als een mooie jonge vrouw sterft en wordt gevonden in een plas bloed in haar appartement. Bij het lijk ligt een briefje met de tekst "Ik had genoeg van dit leven..." Het spel bestaat grofweg uit twee componenten, namelijk het onderzoek en het werken met de telexmachine. Het onderzoek gebeurt op de plaats delict. De speler moet aan de hand van aanwijzingen proberen te achterhalen of de vrouw zelfmoord heeft gepleegd of is vermoord. Met de telexmachine kan de speler berichten sturen, ontvangen en afdrukken. Met dit apparaat kunnen ook andere politiebureaus gecontacteerd worden voor nieuwe informatie, om bewijs uit te wisselen en om onderzoek aan te vragen (zoals autopsie). Het spel is ten einde als de speler de dader weet te arresteren. Van belang is dat dit gebeurt met afdoende bewijs.
Het spel wordt bestuurd met het toetsenbord. Tussen de verschillende platforms zijn er enkele kleine verschillen in de aansturing van het spel, zoals het maken van foto's (COPY op Amstrad, INS op MSX of Thomson en SPACE op de ZX Spectrum).

## Ontvangst
In november 1986 kreeg het spel op de Amstrad CPC in het tijdschrift Amtix! als beoordeling een score van 83%.

## Ontwikkeling
Het spel werd in 1985 eerst geschreven in BASIC door freelance schrijver Gilles Blancon voor de Amstrad CPC. Alleen de grafische routines waren door de Gilles in Z80 assembler geschreven. Het spel maakte gebruik van de grafische mogelijkheden van de Amstrad CPC (16 kleuren in 320 x 200 of zwart wit in 620 x 200). Philippe Blancon, de broer van Gilles, maakte in 1986 het spel geschikt voor de Thomson TO. De ontwikkelaars van Infogrames maakte een versie voor de MSX, ZX Spectrum, Commodore 64 en ten slotte de IBM PC. Het spel kwam uit in de volgende talen: Duits, Engels, Spaans, Frans, Italiaans, Nederlands.

## Platforms
| Jaar | Platform                     |
| ---- | ---------------------------- |
| 1985 | Amstrad CPC                  |
| 1986 | MSX, Thomson TO, ZX Spectrum |
| 1987 | Commodore 64, DOS            |